# Werkpolier
Der Werkpolier ist eine Aufstiegsfortbildung nach Berufsbildungsgesetz (BBiG). Die Fortbildungsprüfung ist durch Rechtsvorschriften der zuständigen Kammern geordnet.
Der Werkpolier übernimmt Fach- und Führungsaufgaben bei der Ausführung von Bauarbeiten. Er leitet kleinere Baustellen oder ist auf größeren Baustellen für mehrere Kolonnen verantwortlich, die wiederum von je einem Vorarbeiter geführt werden.
Voraussetzung für die Zulassung zur Prüfung zum Werkpolier sind in der Regel eine erfolgreich abgeschlossene Ausbildung in einem Bauberuf sowie eine mehrjährige Berufspraxis in der Baubranche.